# تغيت آيت يوسف (المرس)
تغيت آيت يوسف هو دُوَّار يقع بجماعة المرس، إقليم بولمان، جهة فاس مكناس في المملكة المغربية. ينتمي الدوّار لمشيخة المرس التي تضم 10 دواوير. يقدر عدد سكانه بـ 165 نسمة حسب الإحصاء الرسمي للسكان والسكنى لسنة 2004.

## روابط خارجية
- البوابة الوطنية للجماعات الترابية نسخة محفوظة 12 مارس 2018 على موقع واي باك مشين.
- المندوبية السامية للتخطيط